# Gerhart Darmstadt
Gerhart Darmstadt (* 1952 in Halle (Saale)) ist ein deutscher Cellist, Arpeggionespieler, Dirigent, Spezialist für Alte Musik sowie Historische Aufführungspraxis und Hochschullehrer. Sein Bruder Hans Darmstadt ist ebenfalls professioneller Musiker.
Darmstadt studierte Violoncello an der Folkwang Hochschule Essen bei Mirko Dorner und Historische Aufführungspraxis bei Nikolaus Harnoncourt am Mozarteum Salzburg. Er ergänzte seine Ausbildung durch mehrere Kurse bei Anner Bylsma. 

Darmstadt lehrt als Professor die Fächer Barockvioloncello, Historische Aufführungspraxis und Kammermusik an der Hochschule für Musik und Theater Hamburg. Seit 2006 ist er Präsident der Internationalen Joseph-Martin-Kraus-Gesellschaft.
2014 wurden Gerhart Darmstadt und Isolde Zerer-Kittel für das Studienprojekt Weihnachtsoratorium von J.S. Bach mit dem Hamburger Lehrpreis ausgezeichnet. Die mit 10.000 Euro dotierte Auszeichnung wird vom Hamburger Senat verliehen und beruht auf Vorschlägen der Studenten.
Sein älterer Bruder ist der Kirchenmusikdirektor, Hochschullehrer und Komponist Hans Darmstadt.